# Nenne Sanguineti Poggi
Nenne Maria Franca Poggi, nota come Nenne Sanguineti Poggi (Savona, 31 maggio 1909 – Finale Ligure, 1º aprile 2012), è stata un'artista, pittrice e giornalista italiana.

## Biografia

### Famiglia d’origine

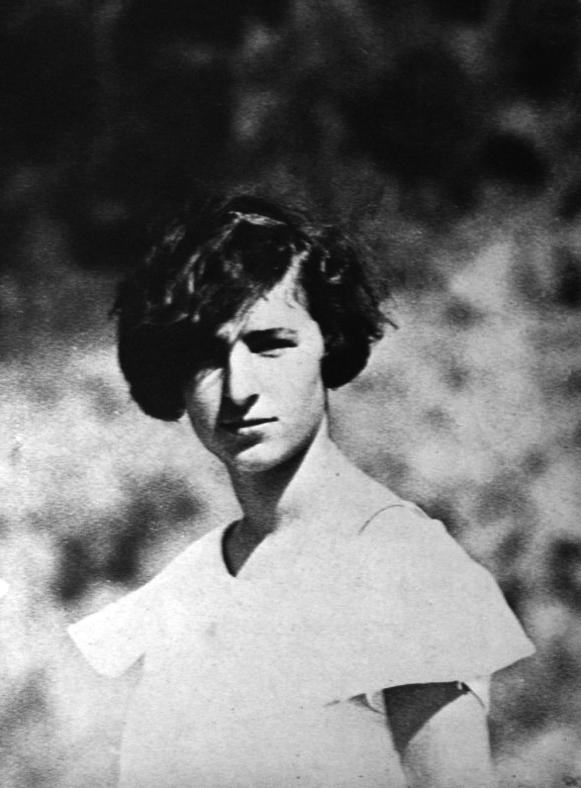
Nenne a 16 anni

Era nata a Savona da famiglia incline per generazioni alla cultura, le arti e le lettere. La madre apparteneva all’illustre famiglia genovese dei Brigante e si trasferì a Savona dopo il matrimonio con Poggio Poggi,  la cui famiglia si era stabilita in Genova intorno al 1150 e che dal 1528 faceva parte dell’Albergo Cybo, gruppo di famiglie aristocratiche genovesi con radici nel XVI secolo.  Il nonno paterno, Vittorio Poggi – avvocato di gran rilievo, giornalista, soldato e patriota, archeologo e nota figura pubblica – fu anche un autorevole studioso della lingua Etrusca, sovrintendente del Museo Archeologico di Firenze, Commissario delle Arti e Monumenti per Genova e l’intera Liguria, prolifico scrittore e promotore di dotti documenti legali e storici, come la Cronotassi dei principali magistrati del Comune di Savona, che venne completata dal figlio Poggio.

### Formazione giovanile
Nenne Sanguineti Poggi iniziò la sua attività di pittrice nel "Gruppo ligure": a 14 anni il padre le procurò come maestro il pittore Eso Peluzzi, che per tre anni ne curò la formazione nelle arti figurative.
Suoi disegni ed olii furono esposti in occasione di mostre con il Gruppo ligure di Savona a Genova, Sanremo, Napoli, Torino e Venezia, dalla Galleria Fontana e dalla Triennale di Milano: ebbe recensioni da critici come Zanzi (Gazzetta del Popolo, Torino) e Pennone (Secolo XIX, Genova). In quegli anni, pubblicò anche disegni di modelli di haute couture per la rivista Moda italiana.
A partire dal 1930 entrò in contatto con la Manifattura ceramica artistica di Tullio Mazzotti (in arte Tullio d’Albisola), dove seguì il ceramista e scultore Arturo Martini. Frequentò Paolo Rodocanachi e la moglie Lucia, e conobbe a casa loro Eugenio Montale, Camillo Sbarbaro, Elio Vittorini, Carlo Emilio Gadda e Agenore Fabbri. Nella casa paterna conobbe anche Filippo Tommaso Marinetti e aderì al Futurismo.

### Eritrea e Italia
Nel 1937 si sposò per procura con l'ingegnere Tito Sanguineti e lo raggiunse in Eritrea, terra dalla quale rimase affascinata.  Rientrò in Italia nel 1940 e durante la seconda guerra mondiale restò distante dal marito. Nel 1941, morì suo padre. In quel periodo lavorò brevemente a Milano con il gruppo di Lucio Fontana. Partecipò a una mostra collettiva a Genova nel 1947 e a un'altra a Milano nel 1948, ma subito dopo ritornò in Eritrea.
Negli anni 1950 fu inviata speciale all'ONU per i quotidiani L’ora del popolo e Il gazzettino.
Rientrata definitivamente in Italia nella primavera del 1970, si stabilì a Finale Ligure. Nel 1983 si diplomò all’Accademia delle arti dell’incisione "Chagall".
È morta nel pomeriggio della Domenica delle Palme, il 1 aprile 2012, a due mesi dal suo 103º compleanno.

## Attività artistica
Negli anni 1950 dipinse in Eritrea e in Etiopia pitture a olio di stile post-impressionistico: paesaggi, figure, scene di vita locale catturate dal vero. Espose in diverse mostre personali ad Asmara e Addis Abeba, che in alcuni casi furono inaugurate da ambasciatori d'Italia, dalla regina Giuliana d’Olanda e dalla figlia dell'imperatore, la principessa Tenagnework. Realizzò grandi lavori in mosaico, ceramica, guazzo ed altorilievo in cemento per il governo etiopico e per clienti privati.  L’imperatore Hailé Sellassié le commissionò diverse grandi opere in varie città dell’impero.

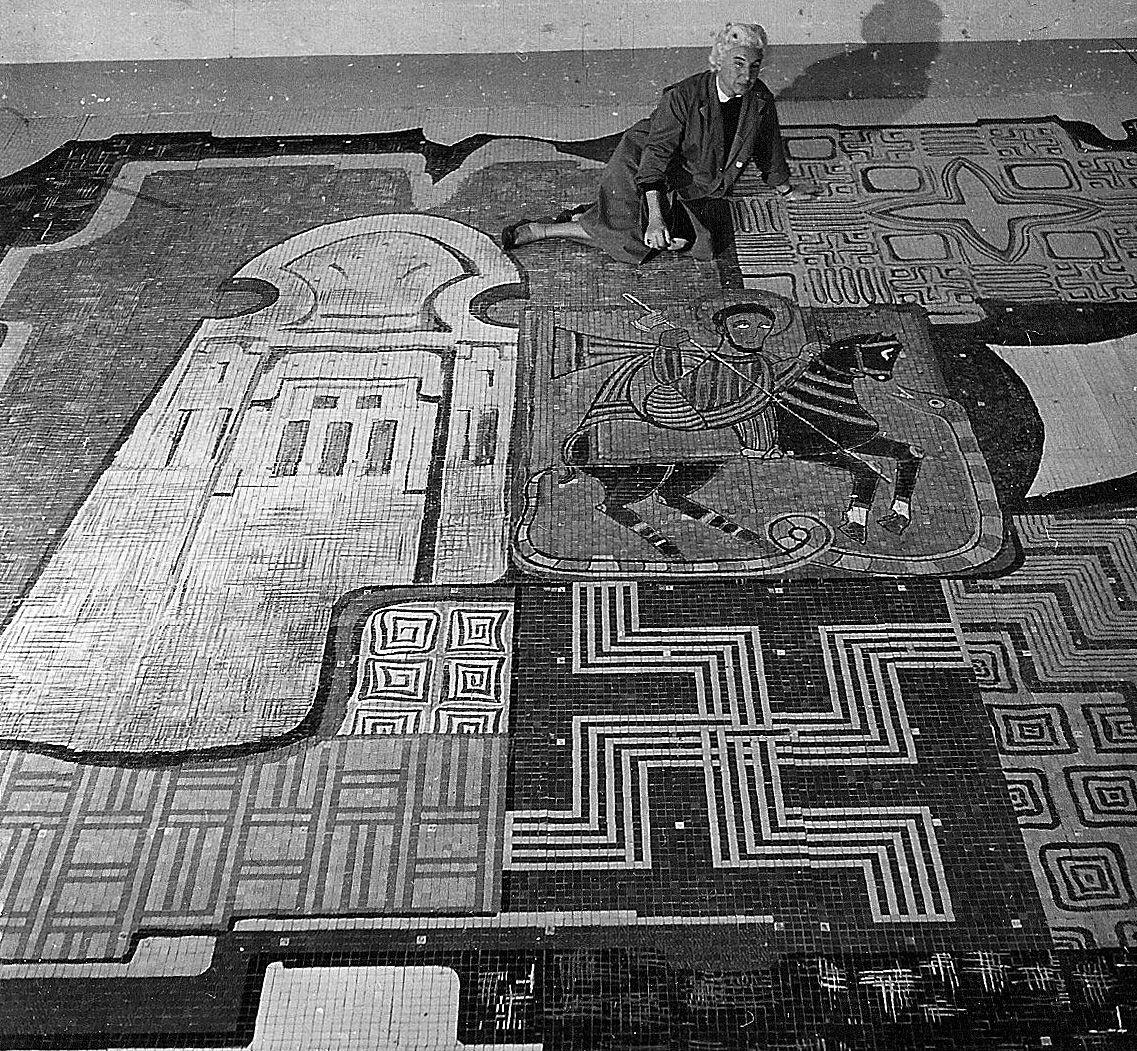
Foto opera pubblica Nenne con pavimento Mosaici

### Opere
- Asmara (Eritrea):
  - scuola Agazien, pannello di 15 m;
  - facciata della chiesa Enda Mariam, 7 mosaici alti 6 m
  - facciata del cotonificio Barattolo, pannello di ceramica di 20 m
  - facciata della scuola "Ferdinando Martini", pannello di 15 m
  - mosaici murali per cappelle funerarie private.
- Addis Abeba (Etiopia):
  - palazzo Africa, pannello di 160 m²
  - cappella di Ras Tassa, 4 pannelli a mosaico
  - facciata della chiesa di Santo Stefano, lunetta
  - catino absidale della chiesa di San Salvatore, mosaico
  - French Hotel, 2 grandi pannelli in ceramica
  - Club italiano Juventus, ceramica murale.
- Axum (Etiopia):
  - talbot (tabernacolo) della chiesa di Santa Maria, 80 m² di mosaico.
- Il Cairo (Egitto)
  - sede dell'Egyptian Arab Land Bank, grande mosaico.
- Bahrein:
  - palazzetto dei Piaceri, mosaici per la piscina e pannelli murali
- Johannesburg (Sudafrica)
  - grandi pannelli in ceramica per residenze private

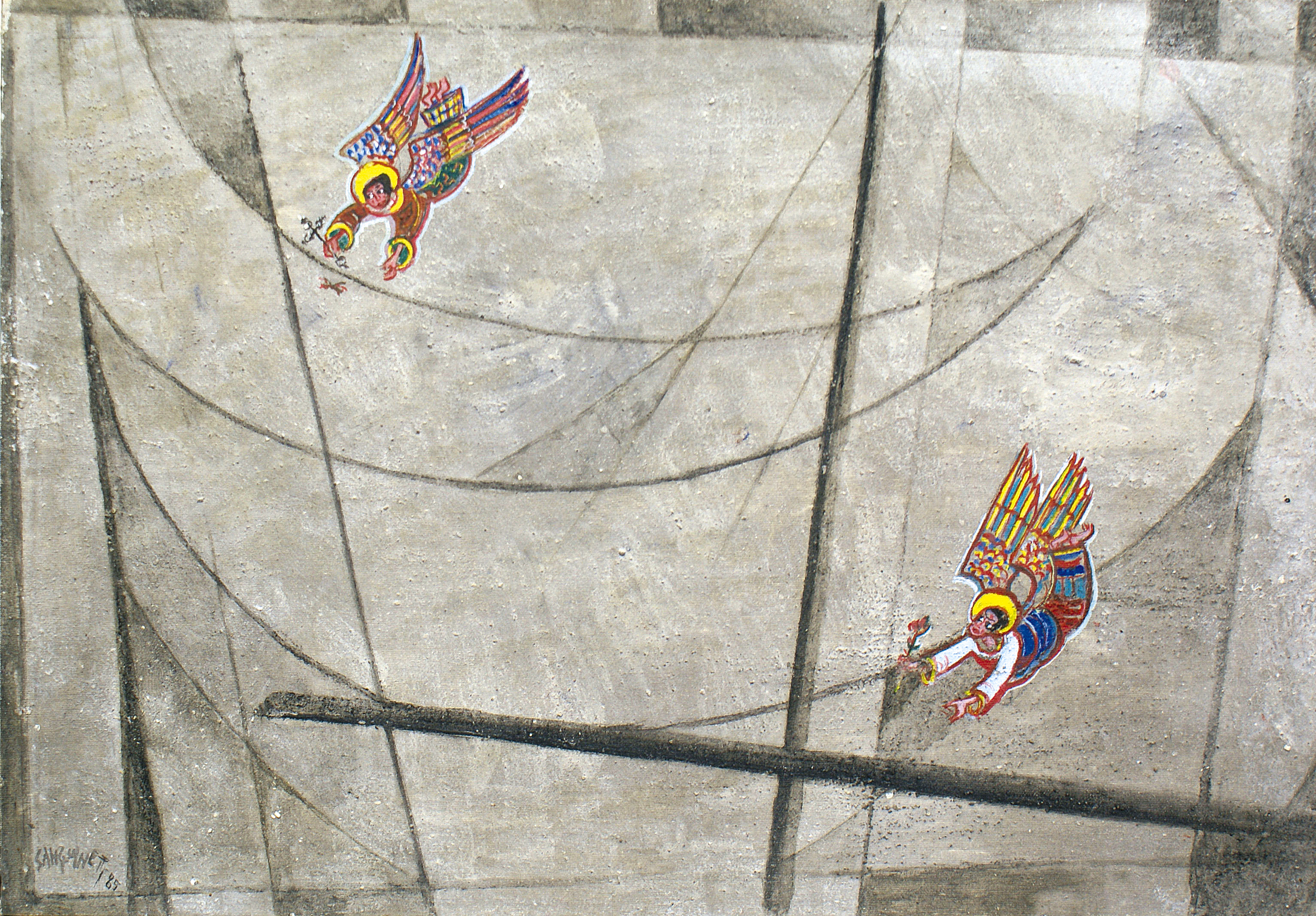
Foto opera Lalibela

Al rientro in Italia nel 1970, iniziò a sperimentare nuove tecniche (incisione, ceramica) e a riformulare elementi della natura e delle genti africane come simboli e motivi spirituali, come nelle serie degli Angeli di Lalibela e quella dei Paesaggi dell'anima. Dalle esperienze delle avanguardie del primo Novecento, passò all'Astrattismo.

### Mostre
- 1934: V mostra del Sindacato belle arti, Genova (Palazzo Rosso)
- 1935: VI mostra del Sindacato belle arti, Genova (Palazzo Rosso)
- 1937: Triennale collettiva, Milano
- 1940:
  - Collettiva internazionale d'arte Agip, Asmara
  - Mostra collettiva d'oltremare, Napoli
- 1947: Mostra del Mare, Genova
- 1948: mostra, galleria dell’Annunziata, Milano
- 1949: mostra, Circolo ellenico, Asmara
- 1951:
  - mostra personale, Keren
  - International Exhibition, Addis Abeba
- 1952
  - mostra Centenario di Leonardo da Vinci, Asmara
  - mostra personale, Circolo italiano, Asmara
  - Exhibition of two Italian Painters, Khartoum
- 1953:
  - mostra personale, Ethiopian Officers Club, Asmara
  - mostra personale, The Gallery, Johannesburg
  - mostra personale, palazzo Falletta, Asmara
- 1954: International Art Exhibition, Mogadiscio
- 1955: Exhibition at the Crescent Hotel, Aden
- 1960: mostra personale, Casa degli Italiani, Asmara
- 1964: mostra personale, Circolo italiano, Asmara
- 1965: mostra personale, Biblioteca italiana, Asmara
- 1966: mostra personale, British Council, Aden
- 1967:
  - Silver Jubilee, collective exhibition, Addis Abeba
  - mostra personale Alliance Francaise, Asmara
- 1968: mostra collettiva Panathlon, Firenze
- 1970: mostra personale, Istituto di cultura italiana, Addis Abeba
- 1972: galerie Hupel, Parigi
- 1973: mostra collettiva, Assicurazioni Venezia, Trieste
- 1980: Istituto di cultura, Madrid
- 1982: Centro d'arte e cultura Liguria, Genova
- 1983: Mostra premio città di Santa Maria Avico
- 1984:
  - Galleria Nove Colonne, Bologna
  - Biennale d'incisione e grafica, Livorno
- 1985: galleria I Platani, Montecatini Terme
- 1986: galleria I Platani, Montecatini Terme
- 1990: Muheilman der Ruhr, Dusseldorf
- 1991:
  - Chiostri di Santa Caterina, Finale Ligure
  - Istituto di cultura, Varigotti
- 1992: "La casa del console", Calice Ligure
- 1993: At the Small Space, Council of Greater New Haven
- 1994:
  - "Natale d'arte", Circolo degli artisti, Noli
  - "Gli angeli di Lalibela", galleria L'oleandro, Noli
- 1995:
  - Allen James Gallery, New Haven
  - galleria L'oleandro, Noli
- 1996: The Sunny Side Library, San Diego
- 2000: "Il Garda e il Giubileo", rassegna d'arte nazionale
- 2001: "Trent'anni d’Africa dentro una vita di 92", Finale Ligure
- 2006: galleria The New Ars Italica, Milano
- 2008: galleria Ghiglieri, Finale Ligure
- 2009: "Quarant'anni d'Africa nei miei cento", galleria del Cavallo, Savona
- 2016: "An artist without borders", America Italy Society, Filadelfia
- 2017: "An artist without borders", The Rye Arts Center, Rye, New York
- 2019: "L'eritrea vista con gli occhi di un'artista", Spazio Kryptos, Milano
- 2021: "Un'artista fuori dai luoghi comuni", Galleria Arianna Sartori, Mantova

### Riconoscimenti e premi
A cent’anni firmò il libro dei più illustri cittadini di Savona, durante una cerimonia in suo onore nella sala Rossa del Comune. Nel 2013 ricevette una postuma medaglia di rappresentanza dal Presidente della Repubblica Italiana.
- Premio della Gorresa(Somalia)
- Giubileo d'argento (Silver Jubilee), Addis Abeba (Etiopia)
- Premio Centenario Leonardo da Vinci, Asmara (Eritrea)
- Medaglia INA, Trieste (Italia)
- Premio del Corriere eritreo, Asmara (Eritrea)
- Premio Trieste 1957
- Medaglia imperiale, Addis Ababa, (Ethiopia) 1967
- Targa Cannes (Francia)
- Prix international Foemina, Cannes
- Trofeo Europa
- Premio Anthia albo d'oro, Italia 2009
- Premio Campanassa, Savona (Italia) 2009
- Premio Zonta Rose Day, Finale Ligure (Italia) 2009

## Pubblicazioni

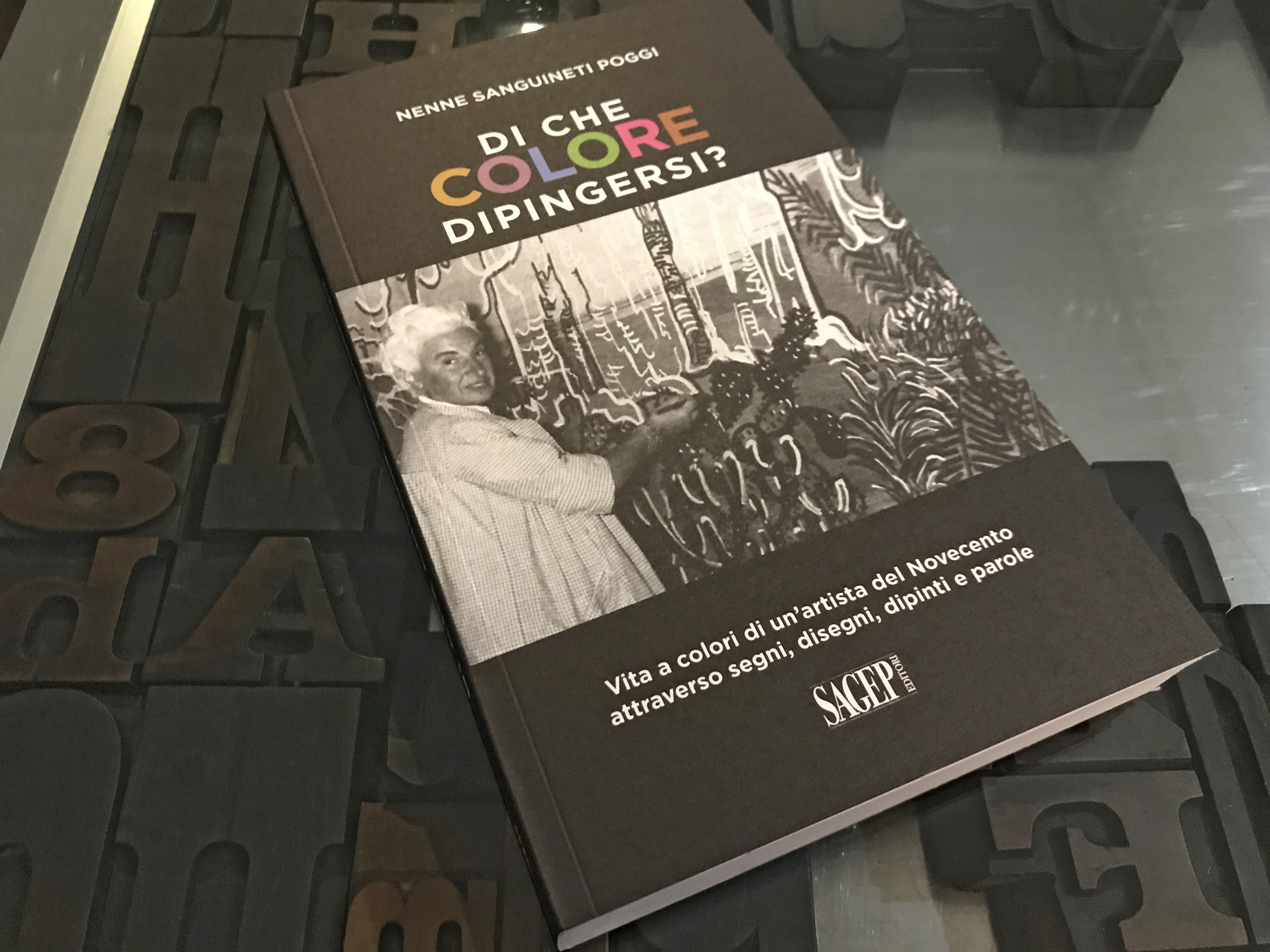
Foto copertina nuovo libro

Nel 2006, a 97 anni ha pubblicato la sua "autobiografia ragionata", Di che colore dipingersi?. Nel 2017 è stata pubblicata una seconda edizione (Sagep Editore).